# Zwaveldioxide
Zwaveldioxide is een anorganische verbinding tussen zwavel en zuurstof, en heeft als brutoformule SO2. De stof komt voor als een kleurloos gas met een scherpe karakteristieke reuk, dat goed oplosbaar is in water.

## Voorkomen
Zwaveldioxide is het belangrijkste verbrandingsproduct van zwavel in de lucht. Het komt met name vrij bij het verbranden van zwavelhoudende fossiele brandstoffen, zoals sommige soorten aardolie, bruinkool of steenkool en is een van de belangrijkste componenten van luchtvervuiling en smog. Het vormt in lucht in aanwezigheid van vocht en andere verbindingen makkelijk zwaveltrioxide (SO3), een verbinding waaruit zich in water zwavelzuur vormt. Dit regent uit de atmosfeer op de Aarde neer (zure regen).
Korstmossen zijn erg gevoelig voor zwaveldioxide en het al dan niet aanwezig zijn van bepaalde soorten kan als biologische meetmethode voor de mate van luchtvervuiling worden gebruikt.
Zwaveldioxide komt verder bij veel vulkanen uit de grond (fumarolen) en wordt gebruikt bij industriële processen, onder andere voor het maken van zwavelzuur.

## Productie
Zwaveldioxide wordt op industriële schaal vervaardigd door verbranding van zwavel via een exotherme reactie (ΔHr = −297 kJ/mol):
{\displaystyle {\ce {S + O2 -> SO2}}}
Deze oxidatiestap vindt plaats in een verbrandingskamer, waarin vloeibaar zwavel (150 °C) in een dunne film aangebracht wordt aan de wanden. De verbrandingskamer draait tegen hoge snelheid (4000 tot 6000 rotaties per minuut) rond om de homogeniteit van de laag te waarborgen. In de wanden zitten talloze kleine openingen waardoor zuurstofgas geblazen wordt. De dunne film wordt geatomiseerd en vervolgens worden de zwavelatomen geoxideerd.
Een vergelijkbare reactie is de oxidatie van waterstofsulfide:
{\displaystyle {\ce {2H2S + 3O2 -> 2SO2 + 2H2O}}}

## Structuur
Zwaveldioxide bezit, conform de VSEPR-theorie, een geknikte geometrie. Net zoals water behoort het tot de puntgroep C2v. De structuur kan het best beschreven worden met behulp van resonantiestructuren, waarin formele ladingen voorkomen:
De bindingsorde van de zwavel-zuurstofbinding bedraagt 1,5. Zwavel bevindt zich in oxidatietoestand +IV.

## Eigenschappen en reacties
De zouten van zwaveligzuur, dat ontstaat bij het oplossen van zwaveldioxide in water, worden gebruikt als conserveringsmiddel in voedsel (sulfieten). Natriumsulfiet wordt op industriële schaal vervaardigd door zwaveldioxide door een oplossing van natriumhydroxide te leiden:
{\displaystyle {\ce {SO2 + 2NaOH -> Na2SO3 + H2O}}}
Doordat zwavel zich in oxidatietoestand +IV bevindt, kan zwaveldioxide als reductor optreden. Het wordt door halogenen geoxideerd tot de overeenkomstige sulfurylhalogeniden. Een voorbeeld is de vorming van sulfurylchloride:
{\displaystyle {\ce {SO2 + Cl2 -> SO2Cl2}}}
Zwaveldioxide is daarmee een van de weinig zure, doch reducerende gassen. De meeste zure gassen, zoals zwaveltrioxide, hebben immers oxiderende eigenschappen.

## Toepassingen
Zwaveldioxide wordt voornamelijk geproduceerd ten behoeve van de productie van zwavelzuur. Zwaveldioxide wordt verder geoxideerd tot zwaveltrioxide, dat vervolgens gehydrolyseerd wordt:
{\displaystyle {\ce {SO3 + H2O -> H2SO4}}}
In het Clausproces, het belangrijkste proces om zwavelhoudende componenten uit industriële afvalgassen te verwijderen, wordt zwaveldioxide gevormd en nadien gebruikt om waterstofsulfide te reduceren tot elementair zwavel:
{\displaystyle {\ce {2H2S + SO2 -> 3S + 2H2O}}}
Deze reactie wordt uitgevoerd met behulp van een vaste katalysator, doorgaans geactiveerd aluminiumoxide of titanium(IV)oxide.
Verder wordt zwaveldioxide gebruikt bij de productie van sulfoleen, door middel van een cheletrope reactie (formeel een 4+2-cycloadditie) met 1,3-butadieen:
Zwaveldioxide wordt soms gebruikt als conserveringsmiddel in gedroogd fruit. Het E-nummer is 220.

## Toxicologie en veiligheid
Zwaveldioxide werkt reeds in lage concentraties vrij sterk irriterend op de longen. Inhalatie van het gas kan kortademigheid, hoesten en longoedeem veroorzaken.